# Wallington, New Jersey
Wallington är en ort i Bergen County i delstaten New Jersey, USA.